# GNX
GNX — шостий студійний альбом американського репера Кендріка Ламара. Він був випущений несподівано 22 листопада 2024 року через лейбли PGLang та Interscope Records. Альбом, названий на честь моделі автомобіля Buick Regal, є продовженням альбому Mr. Morale & the Big Steppers (2022) та стосується конфлікту Ламара з канадським репером Дрейком. GNX — перший альбом Ламара після його відходу з давніх лейблів Top Dawg Entertainment та Aftermath Entertainment.
Альбом був виконавчо продюсований Ламаром і Дейвом Фрі. У ньому присутні такі артисти, як AzChike, Dody6, Hitta J3, Peysoh, Roddy Ricch, Siete7x, SZA, Wallie the Sensei та YoungThreat, а також додаткові вокали від Deyra Barrera, Sam Dew і Ink. Основне продюсування здійснили Sounwave та Jack Antonoff, з підтримкою Mustard, Sean Momberger та Kamasi Washington. Альбом отримав широке визнання критиків і дебютував під номером один у чарті Billboard 200, що зробило його п'ятим альбомом Ламара, який посів перше місце. Він також очолив чарти в багатьох країнах.

## Передумови
13 травня 2022 року Кендрік Ламар випустив свій п'ятий студійний альбом Mr. Morale & the Big Steppers, який став як комерційно, так і критично успішним. Після завершення концертного туру, що тривав до березня 2024 року, Ламар повідомив у соціальних мережах, що придбав рідкісну модель автомобіля Buick Grand National Experimental (GNX) 1987 року, той самий автомобіль, на якому його батько забрав його з лікарні після народження..
Альбом Mr. Morale & the Big Steppers став останнім для Кендріка Ламара в рамках співпраці з лейблом Top Dawg Entertainment (TDE), з яким він підписав контракт ще в 2005 році. Після того, як його суперечка з канадським репером Дрейком знову набрала обертів, Ламар тихо покинув Aftermath Entertainment і уклав угоду безпосередньо з дистриб'ютором Interscope Records..

Протягом етапу їхнього конфлікту він випустив п'ять синглів, серед яких були хіти, що очолили Billboard Hot 100, «Like That» і «Not Like Us».. Ламар натякав на ще не названу пісню в початковій частині відео до останнього з цих синглів. Журнал Entertainment Weekly звернув увагу на цей момент і припустив, що пісня може увійти в його наступний альбом; пізніше ця пісня була названа «Squabble Up».
Чутки про новий альбом Ламара почали ширитися, деякі з них були спростовані його найближчими колегами. Після того, як стало відомо, що Ламар став головним виконавцем шоу на перерві Суперкубка LIX, він несподівано випустив трек «Watch the Party Die» на своєму Instagram. Rolling Stone зазначив, що цей трек обіцяє багато для його наступного альбому — «коли б він не вийшов». У свою чергу, Dazed передбачив, що Ламар готується до «небувалої» ери.. Вже до жовтня його постійні співпрацівники Terrace Martin, SZA та Schoolboy Q підтвердили, що Ламар планує випустити нову музику.

## Пісні та композиції
Альбом GNX містить 12 треків і триває 44 хвилини 20 секунд, ставши найкоротшим у кар'єрі Ламара.. Хоча на ньому немає треків, присвячених його конфлікту з Дрейком, за словами Vulture, ця тема все одно відчутна в загальному настрої альбому. Це альбом у стилі західного хіп-хопу, який поєднує класичні та сучасні риси жанру. Як зазначає Rolling Stone, альбом є даниною Лос-Анджелесу, рідному місту Ламара, і пронизаний звуками G-funk у своїх композиціях.
Мексиканська співачка Дейра Баррера з'являється на двох головних треках альбому, а також на пісні «Reincarnated», після того як Ламар побачив її виступ на грі Лос-Анджелес Доджерс. Продюсери показали Баррері інструментальні партії і пояснили, які емоції Ламар прагнув передати в альбомі. У «Reincarnated» Ламар представляє себе у вигаданих попередніх життях, поки текст не переходить до розмови з Богом.Пісня «TV Off» має «обрізані струнні» звуки, що на півшляху перетворюються на «вікінгські труби». Коли перкусія другої частини вмикається, Ламар голосно кричить ім'я Mustard, і цей момент став популярним мемом в Інтернеті. У пісні «Heart Pt. 6» він згадує свою історію з TDE та супергрупою Black Hippy, визнаючи, що його участь у групі призвела до її розпаду через творчі суперечності. Бен Сісаріо з The New York Times зазначив, що це є «непрямою відповіддю» на дис-трек Дрейка, який був натхнений серією пісень Ламара «The Heart». Назва заголовного треку «GNX» є колективним записом за участю лос-анджелеських реперів Peysoh, Hitta J3 та YoungThreat, де Ламар не має куплета, а лише співає приспів, запитуючи «who put the West back in front of shit?»

## Просування та випуск
22 листопада 2024 року Ламар раптово опублікував одохвилинний тизер для альбому GNX на своїх акаунтах у YouTube та Instagram. Через 30 хвилин альбом було випущено через лейбли PGLang та Interscope.

## Критичний прийом
Альбом GNX здобув загальне схвалення музичних критиків після його випуску. На Metacritic, де оцінки від провідних публікацій отримують нормалізовану оцінку з 100, альбом отримав середню оцінку 86 за результатами 14 рецензій, що свідчить про «універсальне схвалення».
Багато рецензій вважали GNX знаковим завершенням кар‘єри для Ламара після його суперечок у хіп-хоп світі в 2024 році.. Критики, які відзначили альбом за його вшанування західного хіп-хопу та здатність Ламара поєднувати різні елементи для створення цілісного твору, включають Уеслі Макліна з Exclaim!і Пітера Беррі з Variety. Меттіт Мітчелл з Paste описав альбом як перевтілення майбутнього репу та переосмислення минулого Ламара,а Кянн-Сіан Вільямс з NME зауважила, що тепле оповідання в альбомі стало відновленням після дис-треків і ненависті, що панували на хіп-хоп сцені. Вільямс вважала, що GNX — це «явний претендент на альбом року в репі 2024», а Том Брейган з Stereogum оголосив його найкращим альбомом року та найбільшим досягненням Ламара на даний момент.
Чимало критиків зосередились на тому, як Ламар зображає себе як важливу культурну силу в хіп-хопі. Алексіс Петридіс з The Guardian написав, що в GNX Ламар представлений у найконфронтаційнішому вигляді, «підкоряючись лише Богові». У The Line of Best Fit Метью Кім назвав альбом «стиснутим маніфестом регіональної гордості, бахвальства та непокори», при цьому він високо оцінив продюсування Джека Антонова, яке зробило альбом «розкішним і масштабним». Мосі Рівз з Rolling Stone зазначив, що альбом дає чітке пояснення, чому Ламар є «найкращим репером 2024 року», але не надає відповідей на більш глибоке культурне питання про структурні зміни в хіп-хопі, назвавши GNX «черговим трактатом про корпоративний вплив на хіп-хоп».
У змішаній рецензії на Pitchfork Альфонс П'єр зазначив, що автентичність альбому була під питанням через «занадто очевидну, брендоорієнтовану наративну лінію» і продюсування, яке «здається занадто чистим і синтетичним», хоча виконання Ламара було на високому рівні, а музичні гості запам'ятовувались. Вілл Ходжкінсон з The Times висловив розчарування через те, що Ламар зосередився на власному самовеличанні, що контрастує з більш інтелектуальними темами попередніх альбомів, незважаючи на «часто виняткове» продюсування. Джон Караманіка з The New York Times вважав, що Ламар, віддаючи данину своїм каліфорнійським кореням, повернувся до «зони комфорту», назвавши альбом «вражаючим, але поверхневим».

## Комерційне виконання
GNX здобув понад 44,2 мільйона стрімів за перший день на глобальному чарті Spotify, при цьому середній показник становив більше 3,6 мільйона стрімів на кожну пісню, хоча альбом був доступний лише сім годин. Також він одночасно очолив перші два місця на чарті Spotify в США, де пісня «Squabble Up» зайняла перше місце з 3,272 мільйонами стрімів.

## Список треків
| No.                  | Назва                                                               | Автори слів                                                                                       | Продюсери                                                                                           | Тривалість |
| -------------------- | ------------------------------------------------------------------- | ------------------------------------------------------------------------------------------------- | --------------------------------------------------------------------------------------------------- | ---------- |
| 1.                   | «Wacced Out Murals»                                                 | Kendrick Duckworth                                                                                | - Sounwave - Jack Antonoff - Dahi - Craig Balmoris - FranO - Tyler Reese - M-Tech[a] - Tim Maxey[a] | 5:17       |
| 2.                   | «Squabble Up»                                                       | - Duckworth - Debbie Deb                                                                          | - Sounwave - Antonoff - Kendrick Lamar - Bridgeway - M-Tech[a]                                      | 2:37       |
| 3.                   | «Luther» (за участю SZA)                                            | - Duckworth - Solána Rowe - Atia Boggs - Samuel Dew - Marvin Gaye                                 | - Sounwave - Antonoff - Bridgeway - Kamasi Washington - M-Tech - Rose Lilah                         | 2:57       |
| 4.                   | «Man at the Garden»                                                 | - Duckworth - Nasir Jones - Chucky Thompson                                                       | - Sounwave - Antonoff - Balmoris - Reese - M-Tech[a]                                                | 3:53       |
| 5.                   | «Hey Now» (за участю Dody6)                                         | - Duckworth - Zarius Cunningham - Carlos Walker - Lefabian Williams                               | - Sounwave - Antonoff - Mustard                                                                     | 3:37       |
| 6.                   | «Reincarnated»                                                      | - Duckworth - Tupac Shakur                                                                        | - Sounwave - Antonoff - Lamar - M-Tech - Noah Ehler                                                 | 4:35       |
| 7.                   | «TV Off» (за участю Lefty Gunplay)                                  | - Duckworth - Jimmy Webb - John Barry - Christopher Wallace - Jalacy Hawkins - Christopher Martin | - Sounwave - Antonoff - Mustard - Washington - Sean Momberger                                       | 3:40       |
| 8.                   | «Dodger Blue» (за участю Wallie the Sensei, Siete7x та Roddy Ricch) | - Duckworth - Dew - Traquan Tyson - Craig Johnson Jr.                                             | - Sounwave - Antonoff - Tane Runo - Maxey - Terrace Martin[a]                                       | 2:11       |
| 9.                   | «Peekaboo» (за участю AzChike)                                      | - Duckworth - Damaria Walker - Willie Hale                                                        | - Sounwave - Bridgeway - Momberger                                                                  | 2:35       |
| 10.                  | «Heart Pt. 6»                                                       | - Duckworth - Chad Hugo - Pharrell Williams                                                       | - Sounwave - Antonoff - M-Tech[a] - Juju[a]                                                         | 4:52       |
| 11.                  | «GNX» (за участю Hitta J3, YoungThreat та Peysoh)                   | - Duckworth - Dominicke Williams - Deonta Simuel - Kevin Oropeza                                  | - Sounwave - Antonoff - Kenny & Billy - Rascal - Maxey[a]                                           | 3:13       |
| 12.                  | «Gloria» (за участю SZA)                                            | - Duckworth - Rowe - Boggs                                                                        | - Sounwave - Antonoff - Deats                                                                       | 4:47       |
| Загальна тривалість: | Загальна тривалість:                                                | Загальна тривалість:                                                                              | Загальна тривалість:                                                                                | 44:20      |

Примітки
- ↑  позначає додаткового продюсера.
- Усі треки стилізовані в нижньому регістрі.
- «Peekaboo» містить незафіксовані вокали від Dody6.

Вибіркові та інтерполяційні кредити
- «Squabble Up» містить семпл «When I Hear Music», написаний і виконаний Деббі Деб.[70]
- «Luther» містить фрагмент пісні «If This World Were Mine», написаної Марвіном Геєм і виконаної Лютером Вандроссом і Шеріл Лінн.[71]
- «Man at the Garden» містить інтерполяцію «One Mic», написану Насіром Джонсом і Чакі Томпсоном і виконану Nas.[72]
- «Hey Now» містить інтерполяцію «Scotty», написану Карлосом Вокером і Лефабіаном Вільямсом у виконанні D4L.[73]
- «Reincarnated» містить семпл «Made Niggaz», написаний і виконаний Тупаком Шакуром за участю Outlawz.[74]
- «TV Off» містить:
  - семпли з «Парку Макартура», написаного Джиммі Веббом, у виконанні Монка Хіггінса[75] та «Чорна діра — увертюра», написаного Джоном Баррі.[76]
  - інтерполяція «Kick in the Door», написана Крістофером Воллесом, Джелейсі Хокінс і Крістофером Мартіном, у виконанні Notorious BIG.[27]
- «Peekaboo» містить семпл пісні «Give a Helping Hand», написаної та виконаної Віллі Гейлом.[77]
- «Heart Pt. 6» містить семпл пісні «Use Your Heart», написаної Чадом Г'юго та Фарреллом Вільямсом у виконанні SWV.[26]

## Персонал
Музиканти
- Kendrick Lamar — вокал
- Deyra Barrera — додатковий вокал (треки 1, 6, 12)
- Ink — бек-вокал (треки 2, 10), додатковий вокал(8)
- Sam Dew — бек-вокал (треки 2, 4–6, 8, 10, 12), додатковий вокал(3)
- Paul Cartwright — струнні (трек 3), скрипка (7)
- Caleb Vaughn Smith — струнні (трек 3)
- Drew Forde — струнні (трек 3)
- Geoff Gallegos — струнні (трек 3)
- Giovanna Moraga — струнні (трек 3)
- Kerenza Peacock — струнні (трек 3)
- Luanne Homzy — струнні (трек 3)
- Luke Maurer — струнні (трек 3)
- Stephanie Payne — струнні (трек 3)
- Stephanie Yu — струнні (трек 3)
- Lefty Gunplay — додатковий вокал (трек 7)
- Evan Smith — баритон-саксофон, тенор-саксофон (трек 7)
- Miles Mosley — бас (трек 7)
- Peter Jacobson — віолончель (трек 7)
- Amber Wyman — горн (трек 7)
- Malik Taylor — горн (трек 7)
- Rickey Washington — горн(трек 7)
- Ryan Porter — горн (трек 7)
- Sean Sonderegger — горн (трек 7)
- Serafin Aguilar — горн (трек 7)
- Zem Audu — tenor saxophone (трек 7)
- Chad Jackson — скрипка (трек 7)
- Marta Honer — скрипка (трек 7)
- Reiko Nakano — скрипка (трек 7)
- Tylana Renga — скрипка (трек 7)
- Yvette Devereaux — скрипка (трек 7)
- Roddy Ricch — додатковий вокал (трек 8)
- Bobby Hawk — скрипка (треки 10, 12)

Технічний склад
- Руайрі О'Флаерті — мастеринг
- Олі Джейкобс — зведення, інженерія
- Джек Антонофф — інженерія
- Джонатан Тернер — інженер
- Лаура Сіск — інженерія
- Рей Чарльз Браун молодший — інженерія
- Тоні Шепперд — інженерія (трек 3)
- Тоні Остін — інженерія (трек 7)
- Zem Audu — інженерія (трек 7)

## Чарти
| Чарт (2024)                                        | Пікова позиція |
| -------------------------------------------------- | -------------- |
| Австралія Australian Albums (ARIA)                 | 1              |
| Австралія Australian Hip Hop/R&B Albums (ARIA)     | 1              |
| Австрія Austrian Albums (Ö3 Austria)               | 2              |
| Бельгія Belgian Albums (Ultratop Flanders)         | 3              |
| Бельгія Belgian Albums (Ultratop Wallonia)         | 5              |
| Канада Canadian Albums (Billboard)                 | 1              |
| Чехія Czech Albums (ČNS IFPI)                      | 6              |
| Данія Danish Albums (Hitlisten)                    | 1              |
| Нідерланди Dutch Albums (MegaCharts)               | 1              |
| Фінляндія Finnish Albums (Suomen virallinen lista) | 7              |
| Франція French Albums (SNEP)                       | 11             |
| Німеччина German Albums (Offizielle Top 100)       | 8              |
| Угорщина Hungarian Albums (MAHASZ)                 | 2              |
| Ісландія Icelandic Albums (Tónlistinn)             | 3              |
| Ірландія Irish Albums (OCC)                        | 1              |
| Італія Italian Albums (FIMI)                       | 11             |
| Японія Japanese Combined Albums (Oricon)           | 45             |
| Японія Japanese Hot Albums (Billboard Japan)       | 52             |
| Литва Lithuanian Albums (AGATA)                    | 1              |
| Нова Зеландія New Zealand Albums (RMNZ)            | 1              |
| Норвегія Norwegian Albums (VG-lista)               | 1              |
| Польща Polish Albums (ZPAV)                        | 4              |
| Португалія {ortuguese Albums (AFP)                 | 2              |
| Словаччина Slovak Albums (ČNS IFPI)                | 5              |
| Іспанія Spanish Albums (PROMUSICAE)                | 8              |
| Швеція Swedish Albums (Sverigetopplistan)          | 1              |
| Швейцарія Swiss Albums (Schweizer Hitparade)       | 2              |
| Велика Британія UK Albums (OCC)                    | 1              |
| Велика Британія UK R&B Albums (OCC)                | 1              |
| США Billboard 200                                  | 1              |
| США Top R&B/Hip-Hop Albums (Billboard)             | 1              |

Примітки
1. ↑  До релізів під ліцензією GNX, на яких зазначено "Kendrick Lamar under exclusive license to Interscope Records", права на авторські твори належать безпосередньо Кендріку Ламару, оскільки він є власником цих прав. Однак на релізах GNX зазначено "pgLang under exclusive license to Interscope Records", що вказує на зміну умов угоди. Тепер компанія Кендріка Ламара, PGLang, отримала основні авторські права на всі офіційні релізи після треку "Not Like Us".